# Хоррор-панк
Хо́ррор-панк (англ. Horror punk) — поджанр панк-рока, появившийся в конце 1970-х годов в США, с образованием группы The Misfits, и смешивающий тексты и имидж, почерпнутые в научно-фантастических и хоррор фильмах, с музыкальной основой раннего панк-рока, ду-вопа и, в меньшей степени, рокабилли. Ответвление шок-рока.
Группы, играющие хоррор-панк, используют в своей лирике образы сверхъестественных существ (вампиры, зомби, оборотни, призраки и т. д.), страшные истории, часто встречаются отсылки к фильмам ужасов, всё это не без юмора. Хоррор-панк является процветающим андеграундным жанром с поклонниками в разных частях света и со своими музыкальными фестивалями, такими как Fiend Fest. Неоценимый вклад в развитие стиля, и субкультуры в целом, внёс немецкий лейбл FiendForce Records.
Самой известной группой жанра и его основателями обычно называют The Misfits, их альбомы American Psycho и Famous Monsters оказали большое влияние на многие другие группы в разных частях света. В Японии их стилистику развивают Balzac, в Австрии — Bloodsucking Zombies From Outer Space, в США — Murderdolls и Frankenstein Drag Queens from Planet 13.
В России самые известные последователи Misfits — группа «Король и Шут», песни которых — короткие истории, обычно мистические или исторические. В текстах их песен часто фигурируют вампиры, зомби, оборотни и другая нечистая сила.